# ارمیاسور
ارمیاسور(نام علمی: Eremiasaurus) نام یک سرده از تیره موساسوریان است.